# Одо (Звёздный путь)
Одо (/ˈoʊdoʊ/) — персонаж научно-фантастического телевизионного сериала «Звёздный путь: Глубокий космос 9». Роль Одо исполнил Рене Обержонуа.
Одо — Меняющийся (метаморф, Основатель). Был одним из ста младенцев, разосланных его расой для изучения Галактики. Во время кардассианской оккупации Баджора Одо служил начальником службы безопасности на космической станции «Терок Нор», позже известной как «Глубокий космос 9», и продолжил эту работу после перехода станции под контроль Баджора и Федерации. Ему необходимо регенерировать (принимать жидкую форму) каждые 16 часов. До открытия червоточины считался единственным представителем своей расы.

## Имя
Имя Одо было образовано от кардассианского слова Odo’ital — «ничего», неправильного перевода надписи «неизвестный образец». После этого баджорские учёные стали называть его «Odo Ital», позднее сократив до «Одо».

## Происхождение
Родился на родной планете Основателей в туманности Омарион, после чего был своей расой отослан в космос для изучения Галактики. Одо был найден в поясе Денориса системы Баджор в 2337 году. В 2356 году его доставили в баджорский научный центр, где его изучал доктор Мора Пол. В научном центре не сразу поняли, что Одо — живое существо, и проводили над ним различные эксперименты. В итоге Одо сформировал щупальце, чтобы убрать руку исследователя с панели управления приборами. Только после того, как Одо удалось скопировать лабораторную чашку, доктор Мора понял, что имеет дело с разумной формой жизни. Позднее Одо удалось скопировать гуманоидную форму тела, однако с формированием некоторых черт лица проблемы остались.
С момента перехода станции «Глубокий космос 9» под совместное управление Федерации и Баджора Одо принимает активное участие в войнах на стороне Федерации.